# Dora Bianka
Dorota Kucembianka dite Dora Bianka, née à Varsovie le 6 novembre 1895 ou 1896 et morte au Chesnay le 8 septembre 1979, est une artiste peintre et illustratrice polonaise de l'école de Paris.

## Biographie
Issue d’un milieu aisé (père magistrat), elle étudie à Varsovie à l’école pour jeunes filles fondée par la comtesse Cecylia Plater-Zyberk, réservée à la bonne société, qui enseigne aux femmes à faire preuve d’ambition.
Elle s’installe à Paris à la veille de la première guerre mondiale, pour poursuivre ses études. Passionnée de dessin, Dora suit des cours d’arts plastiques à l’école des Beaux-Arts à Paris, atelier Humbert, et souhaite se tourner vers une carrière d’artiste, contre l’avis de sa famille. Peu de temps après avoir exposé ses premières œuvres, elle épouse cependant, en janvier 1919, un jeune soldat du Commonwealth ayant combattu en France, Charles James Kelynack. Elle le suit à Melbourne (Australie) où elle continue à peindre et à exposer.
Le mariage est cependant un échec et elle retourne vivre à Paris dès 1921, où elle renoue avec les milieux artistiques et avant-gardistes : ceux des peintres de Montparnasse et des surréalistes. Son style est alors très inspiré par le fauvisme. Au début des années 1920, elle se rend fréquemment en Espagne, où elle rend visite à Juan Miro. Elle se passionne également pour le cirque qui devient l’un de ses sujets de prédilection et suit les tournées des Fratellini. Elle se lie d’amitié avec Georges Rouault.
Présentée par Joan Miró, elle expose au Salon d'automne et au Salon des indépendants en 1924-1925 puis à partir de 1926 au Salon des tuileries. Son premier envoi au salon d'automne représente La loge des Fratellini.
La Fondation de France par la Fondation Rose Taupin-Dora Bianka, attribue une bourse annuelle à un jeune artiste peintre issu, en particulier, de l'école des beaux-arts de Paris.